# Rhizocarpon viridiatrum
Rhizocarpon viridiatrum är en lavart som först beskrevs av Franz Xaver von Wulfen, och fick sitt nu gällande namn av Körb. Rhizocarpon viridiatrum ingår i släktet Rhizocarpon och familjen Rhizocarpaceae.  Arten är reproducerande i Sverige. Inga underarter finns listade i Catalogue of Life.